# Yutaka Yoshida
Yutaka Yoshida (吉田 豊, Yoshida Yutaka), né le 17 février 1990, est un footballeur japonais qui évolue au poste de défenseur au Sagan Tosu.

## Biographie
Yutaka Yoshida participe à la Coupe du monde des moins de 17 ans 2007 avec le Japon. Il dispute trois matchs dans cette compétition.
Yutaka Yoshida commence sa carrière professionnelle en club au Ventforet Kofu. Il est vice-champion de J-League 2 en 2010 avec cette équipe, obtenant par la même occasion la montée en J-League 1.
En 2012, Yoshida s'engage avec l'équipe du Shimizu S-Pulse. Le club évolue en J-League 1.